# Casa Joaquim Campañà
La Casa Joaquim Campañà és una obra eclèctica de Barcelona protegida com a Bé Cultural d'Interès Local.

## Descripció
La casa Joaquim Campañà es troba al carrer Salvà, al barri de Poble Sec. És un edifici entre mitgeres que consta de planta baixa, cinc pisos i terrat. Té tres obertures per planta seguint els mateixos eixos verticals. A la planta baixa, a la centre hi ha la porta de veïns, de forma allindada, sobre la qual hi ha una obertura d'arc rebaixat tapada amb una reixa on es pot veure la data 1874; en un costat hi ha una porta que es correspon amb un comerç i a l'altre una finestra amb reixa. El parament en aquest nivell està decorat amb un sòcol, que és més ample en un costat que en l'altre degut al desnivell del carrer, i amb falsos carreus. A partir del primer pis l'estuc imita maó vist amb tres franges verticals d'estuc llis sobresortint, on se situes les obertures, les quals són allindanades amb mènsules que aguanten la llinda. Al primer pis hi ha un balcó corregut amb barana de ferro forjat i llosana de pedra recolzada sobre mènsules decorades amb relleus vegetals. En els tres pisos superiors s'obren balcons individuals, de característiques similars a l'inferior, i al centre una porta balconera amb barana de pedra calada amb dos cercles i elements vegetals. Una motllura separa el quart del cinquè nivell sota les quals les franges de maó es rematen amb arcs apuntats. El darrer pis té un balcó corregut amb barana de ferro forjat i llosana de pedra recolzada sobre mènsules; el parament torna a fer les franges de dos colors però aquí les de maó acaben en arcs rebaixats que són similars als de les portes d'aquest nivell. La façana es corona per una potent cornisa recolzada sobre mènsules de grans dimensions.

## Història
L'edifici va ser construït l'any 1874, tal com ho indica la reixa que hi ha sobre la porta de veïns, però es va remodelar l'any 1898.